# Typocerus octonotatus
Typocerus octonotatus är en skalbaggsart som först beskrevs av Samuel Stehman Haldeman 1847.  Typocerus octonotatus ingår i släktet Typocerus och familjen långhorningar. Inga underarter finns listade i Catalogue of Life.